# Ente nazionale di previdenza ed assistenza dei veterinari
L'Ente nazionale di previdenza ed assistenza dei veterinari (ENPAV) è un ente gestore del sistema pensionistico obbligatorio, avente lo scopo di provvedere al trattamento pensionistico dei veterinari ad esso iscritti.
La Cassa è una pubblica amministrazione che svolge un servizio pubblico previsto dall'art. 38 della Costituzione, ciò nonostante la persona giuridica privata assunta a seguito del D.Lgs. 509/1994.
La Cassa è un ente impositore ed esattore secondo il modello previdenziale corporativo fascista che gestisce un sistema pensionistico senza patrimonio di previdenza finanziato quindi con l'imposizione fiscale dei contributi obbligatori per le assicurazioni obbligatorie.
Le pensioni sono determinate secondo lo schema pensionistico con formula delle rendite predefinita.
Da ciò si deduce che le pensioni sono pagate con le imposte anche se l'utente non percepisce il meccanismo fiscale in quanto i versamenti vengono remunerati con un tasso di rendimento apparente anche se la cassa è gestita senza il patrimonio di previdenza e senza il rispetto del principio della capitalizzazione integrale.
A seguito della variazione dell'art. 97 della Costituzione, come entrato in vigore nel 2014, concorre, in qualità di amministrazione pubblica, nella determinazione del deficit delle amministrazioni pubbliche, come definito nel Conto Economico Consolidato delle Amministrazioni Pubbliche, strumento per la verifica dei conti pubblici secondo il trattato di Maastricht.

### Leggi
- Costituzione della Repubblica Italiana
- Decreto legislativo 30 giugno 1994, n. 509, in materia di "Attuazione della delega conferita dall'art. 1, comma 32, della legge 24 dicembre 1993, n. 537, in materia di trasformazione in persone giuridiche private di enti gestori di forme obbligatorie di previdenza e assistenza."
- Decreto-legge 2 dicembre 2011, n. 201, articolo 24, in materia di "Disposizioni urgenti per la crescita, l'equita' e il consolidamento dei conti pubblici."

### Circolari
- Circolare Ministero del Lavoro e delle Politiche sociali - 16 giugno 2012 (PDF) (archiviato dall'url originale il 4 maggio 2014).